# Hydronaphis impatiens
Hydronaphis impatiens är en insektsart. Hydronaphis impatiens ingår i släktet Hydronaphis och familjen långrörsbladlöss. Inga underarter finns listade i Catalogue of Life.